# Епархия Тувумбы
 Епархия Тувумбы  (лат. Dioecesis Tuumbana) — епархия Римско-Католической церкви с центром в городе Тувумба, Австралия. Епархия Тувумбы входит в митрополию Брисбена. Кафедральным собором епархии Тувумбы является собор святого Патрика.

## История
28 мая 1929 года Римский папа Пий XI издал буллу Christiano nomini, которой учредил епархию Тувумбы, выделив её из архиепархии Брисбена.
2 мая 2011 года ординарий епархии епископ Уильям Мартин Моррис заявил, что для решения вопроса нехватки католических священнослужителей необходимо рукополагать в священники женатых мужчин и женщин. Это заявление привело к негативной реакции верующих епархии и Святой Престол отстранил от должности ординария епархии Тувумбы епископа Уильяма Мартина Морриса и начал процесс пятилетнего канонического расследования заявления епископа.

## Ординарии епархии
- епископ James Byrne (28.05.1929 — 11.02.1938);
- епископ Joseph Basil Roper (13.07.1938 — 14.10.1952);
- епископ William Joseph Brennan (7.08.1953 — 11.09.1975);
- епископ Edward Francis Kelly (19.12.1975 — 20.11.1992);
- епископ William Martin Morris (20.11.1992 — 2.05.2011) — отстранён от должности;
- епископ Robert McGuckin (14.05.2012 — по настоящее время).

## Источник
- Annuario Pontificio, Libreria Editrice Vaticana, Città del Vaticano, 2003, ISBN 88-209-7422-3
- Bolla Christiano nomini, AAS 21 (1929), стр. 468  (лат.)